# Roodkopprachtwever
De roodkopprachtwever (Malimbus rubricollis) is een zangvogel uit de familie Ploceidae (wevers en verwanten).

## Verspreiding en leefgebied
De soort telt vijf ondersoorten:
- M. r. bartletti: van Sierra Leone tot Ghana.
- M. r. nigeriae: Benin en zuidwestelijk Nigeria.
- M. r. rubricollis: van zuidoostelijk Nigeria tot zuidelijk Soedan, Oeganda en westelijk Kenia.
- M. r. rufovelatus: Bioko.
- M. r. praedi: noordwestelijk Angola.